# Monanema
Monanema ist eine Gattung der Filarien mit vier Arten. Die Parasiten befallen die Haut von Nagetieren und werden von Zecken übertragen.

## Merkmale
Das Kopfende ist deutlich erweitert, die Mundhöhle kugelförmig. Die Kopfpapillen sind kräftig und in Form eines Quadrats hinter dem Lippenpapillen angeordnet. Der Ösophagus ist nicht untergliedert. Die Kaudalpapillen hinter der Kloake sind gut entwickelt. Das linke Spiculum hat einen kurzen plattenartigen Abschnitt (Lamina) und einen sehr langen Endfaden.

## Systematik
Zur Gattung gehören folgende Arten:
- Monanema globulosa Muller & Nelson, 1975
- Monanema marmotae Webster, 1967
- Monanema martini Bain, Bartlett & Petit, 1986
- Monanema nilotica El Bihari, Hussein & Muller, 1977